# Traitement thermique dans la masse
Pour les articles homonymes, voir Traitement thermique (homonymie).
Le traitement thermique dans la masse d'un matériau est un traitement thermique qui affecte tout ce matériau et non uniquement sa zone superficielle comme c'est le cas d'un traitement thermique superficiel.
Les principaux traitements dans la masse sont :
| Traitement | Évolution de l'état d'équilibre thermodynamique                                                                                 | Procédé                                        |
| ---------- | --- | ---------------------------------------------- |
| Recuit     | Évolution vers l'état d'équilibre le plus stable                                                                                | Chauffage suivi d'un refroidissement lent      |
| Trempe     | Évolution vers un état hors d'équilibre, instable ou métastable                                                                 | Refroidissement rapide                         |
| Revenu     | Évolution à partir d'un état hors d'équilibre comportant des phases métastables, vers un état d'équilibre plus ou moins complet | Chauffage lent suivi d'un refroidissement lent |

Le revenu succède généralement à une trempe et le stade ultime du revenu est l'état recuit.